# Grenze zwischen Deutschland und Tschechien

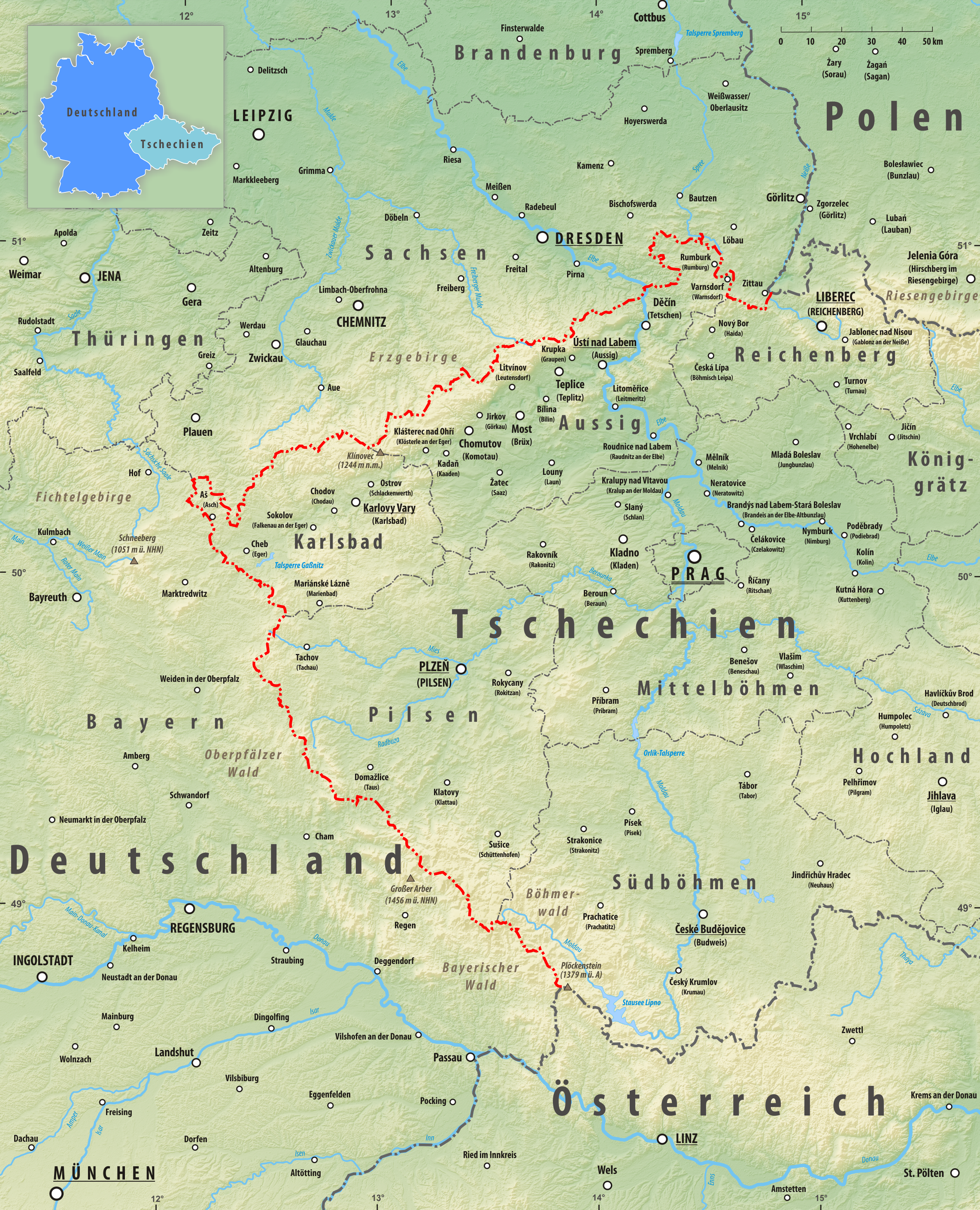
Grenzverlauf Deutschland-Tschechien

Die Grenze zwischen Deutschland und Tschechien hat nach Angaben des Statistischen Bundesamts aus dem Jahr 2019 (mit Stand 31. Dezember 2015 und Bezug nehmend auf die Angaben der beteiligten Landesvermessungsämter) eine Länge von 817 km, mithin exakt so viel wie die Länge der Grenze zwischen Deutschland und Österreich. Mit keinem anderen Land haben Deutschland (gleichauf mit Österreich) und Tschechien eine längere Grenze.
Nach Angaben aus dem Jahr 2016 entfallen davon 459 km auf den Grenzabschnitt zwischen Sachsen und Böhmen, auf die Grenze zwischen Bayern und Böhmen damit rechnerisch 358 km.

## Geschichte
Die gemeinsame Geschichte Böhmens und des Heiligen Römischen Reiches reicht über 1.000 Jahre zurück. So wurden im Laufe der Zeit diverse Abkommen und Verträge über die Grenzen geschlossen. So sei hier die Oberlausitzer Grenzurkunde vom 7. Mai 1241 genannt.
Im Vertrag von Eger vom 25. April 1459 wurde schließlich ein Verlauf festgelegt, der, mit Ausnahme der Herrschaft Schwarzenberg, wo es nach dem Schmalkaldischen Krieg 1546 zu Änderungen kam, bis heute der Sächsisch-Tschechischen Grenze entspricht.
Im Westen der Tschechischen Republik entspricht der Grenzverlauf dem Wittelsbachisch-Habsburgischen Grenzvertrag von 1764. Das südliche Ende dieser Grenze zum Bundesland Bayern entspricht dem Verlauf, der im Grenzvertrag zwischen dem Hochstift Passau und der Donaumonarchie 1766 festgelegt und im Folgevertrag zwischen den Königreichen Bayern und Böhmen 1862 bestätigt wurde.
Nach der Ausrufung der Tschecho-Slowakei am 18. Oktober 1918 und dem Ende des Ersten Weltkriegs wurde im Friedensvertrag von Versailles vom 28. Juni 1919 die Grenze beider Staaten vom Dreiländereck am Plöckenstein bis Neustadt in Oberschlesien als identisch mit der vorher zwischen dem Deutschen Reich und Österreich-Ungarn geltenden erklärt. Diese umfasste, dem damaligen deutschen Staatsgebiet entsprechend, auch die Grenze zwischen der Provinz Schlesien und der Tschecho-Slowakei.
Abgesehen von den zwischen dem Münchner Abkommen 1938 und dem Ende des Zweiten Weltkriegs 1945 erfolgten Änderungen (Annexion Sudetenland, Zerschlagung der Tschechoslowakei) blieb diese Grenze völkerrechtlich bis zum 3. Oktober 1990 bestehen (siehe Deutsches Reich in den Grenzen vom 31. Dezember 1937). De facto verschob sich jedoch bereits 1945 das nordöstliche Dreiländereck beider Staaten mit Polen an die Neiße. Dies wurde von der DDR bereits mit dem Görlitzer Abkommen vom 6. Juli 1950 bestätigt und mit dem Zwei-plus-Vier-Vertrag 1990 auch mit der Bundesrepublik völkerrechtlich verbindlich bestimmt.
Nach der deutschen Wiedervereinigung und der Gründung der Tschechischen Republik schlossen beide Länder am 3. November 1994 einen Vertrag, der die Regelungen zwischen dem Deutschen Reich und der ČSR von 27. September 1935 (Bayerisch-Tschechische Grenze) sowie der DDR und der ČSSR vom 3. Dezember 1980 (Sächsisch-Tschechische Grenze) ablöste. Diesem folgte, nach einer im vorherigen Vertrag vereinbarten Grenzvermessung, am 3. Juni 1999 ein weiterer Vertrag.
Der aktuell gültige Grenzvertrag zwischen beiden Ländern wurde am 15. März 2025 geschlossen. In diesem wurde insbesondere die digitale Darstellung des Grenzverlaufs festgehalten, ohne diesen selbst zu verändern.

## Gemeinden an der Staatsgrenze (von Nord nach Süd)
Es werden nur Grenzübergänge aufgeführt, die aktuell entweder mit Kraftfahrzeugen, der Eisenbahn oder per Schiff passiert werden können.
| Deutschland  | Deutschland                          | Deutschland                        | Deutschland                                    | Deutschland                                | Deutschland                   |                                       | Tschechien              | Tschechien                  | Tschechien                 | Tschechien             | Tschechien              |
| Bundes- land | Direktions- bezirk Bezirk            | Landkreis                          |                                                | Gemeinde                                   | Grenz- übertritt 1            |                                       | Grenz- übertritt        |                             | Obec (Gemeinde)            | Okres (Kreis / Bezirk) | Kraj (Bezirk / Region)  |
| ------------ | ------------------------------------ | ---------------------------------- | ---------------------------------------------- | ------------------------------------------ | ----------------------------- | ------------------------------------- | ----------------------- | --------------------------- | -------------------------- | ---------------------- | ----------------------- |
| Polen        |                                      |                                    |                                                |                                            |                               |                                       |                         |                             |                            |                        |                         |
| Sachsen      | ehemaliger Direktionsbezirk Dresden  | Görlitz                            |                                                | Zittau                                     |                               | N e i ß e                             |                         |                             | Hrádek nad Nisou (Grottau) | Liberec (Reichenberg)  | Liberec (Reichenberg)   |
| Sachsen      | ehemaliger Direktionsbezirk Dresden  | Görlitz                            | W e s t s u d e t e n                          | Zittau                                     |                               |                                       |                         |                             | Hrádek nad Nisou (Grottau) | Liberec (Reichenberg)  | Liberec (Reichenberg)   |
| Sachsen      | ehemaliger Direktionsbezirk Dresden  | Görlitz                            | Jablonné v Podještědí (Gabel)                  | Zittau                                     |                               |                                       |                         |                             |                            | Liberec (Reichenberg)  | Liberec (Reichenberg)   |
| Sachsen      | ehemaliger Direktionsbezirk Dresden  | Görlitz                            | Oybin                                          |                                            |                               |                                       |                         |                             |                            | Liberec (Reichenberg)  | Liberec (Reichenberg)   |
| Sachsen      | ehemaliger Direktionsbezirk Dresden  | Görlitz                            |                                                |                                            | Krompach (Krombach)           | Česká Lípa (Böhmisch Leipa)           |                         |                             |                            |                        | Liberec (Reichenberg)   |
| Sachsen      | ehemaliger Direktionsbezirk Dresden  | Görlitz                            | Jonsdorf                                       |                                            | Krompach (Krombach)           | Česká Lípa (Böhmisch Leipa)           |                         |                             |                            |                        | Liberec (Reichenberg)   |
| Sachsen      | ehemaliger Direktionsbezirk Dresden  | Görlitz                            | Mařenice (Großmergthal)                        |                                            |                               | Česká Lípa (Böhmisch Leipa)           |                         |                             |                            |                        | Liberec (Reichenberg)   |
| Sachsen      | ehemaliger Direktionsbezirk Dresden  | Görlitz                            | Großschönau                                    |                                            |                               | Česká Lípa (Böhmisch Leipa)           |                         |                             |                            |                        | Liberec (Reichenberg)   |
| Sachsen      | ehemaliger Direktionsbezirk Dresden  | Görlitz                            |                                                |                                            | Dolní Podluží (Niedergrund)   | Děčín (Tetschen)                      | Ústí nad Labem (Aussig) |                             |                            |                        |                         |
| Sachsen      | ehemaliger Direktionsbezirk Dresden  | Görlitz                            | Varnsdorf (Warnsdorf)                          |                                            |                               | Děčín (Tetschen)                      | Ústí nad Labem (Aussig) |                             |                            |                        |                         |
| Sachsen      | ehemaliger Direktionsbezirk Dresden  | Görlitz                            | Leutersdorf                                    |                                            |                               | Děčín (Tetschen)                      | Ústí nad Labem (Aussig) |                             |                            |                        |                         |
| Sachsen      | ehemaliger Direktionsbezirk Dresden  | Görlitz                            | Seifhennersdorf                                |                                            |                               | Děčín (Tetschen)                      | Ústí nad Labem (Aussig) |                             |                            |                        |                         |
| Sachsen      | ehemaliger Direktionsbezirk Dresden  | Görlitz                            | Rumburk (Rumburg)                              |                                            |                               | Děčín (Tetschen)                      | Ústí nad Labem (Aussig) |                             |                            |                        |                         |
| Sachsen      | ehemaliger Direktionsbezirk Dresden  | Görlitz                            | Ebersbach-Neugersdorf                          |                                            |                               | Děčín (Tetschen)                      | Ústí nad Labem (Aussig) |                             |                            |                        |                         |
| Sachsen      | ehemaliger Direktionsbezirk Dresden  | Görlitz                            | Jiříkov (Georgswalde)                          |                                            |                               | Děčín (Tetschen)                      | Ústí nad Labem (Aussig) |                             |                            |                        |                         |
| Sachsen      | ehemaliger Direktionsbezirk Dresden  | Görlitz                            | Neusalza-Spremberg                             |                                            |                               | Děčín (Tetschen)                      | Ústí nad Labem (Aussig) |                             |                            |                        |                         |
| Sachsen      | ehemaliger Direktionsbezirk Dresden  | Görlitz                            | Šluknov (Schluckenau)                          |                                            |                               | Děčín (Tetschen)                      | Ústí nad Labem (Aussig) |                             |                            |                        |                         |
| Sachsen      | ehemaliger Direktionsbezirk Dresden  | Görlitz                            | Oppach                                         |                                            |                               | Děčín (Tetschen)                      | Ústí nad Labem (Aussig) |                             |                            |                        |                         |
| Sachsen      | ehemaliger Direktionsbezirk Dresden  | Bautzen                            |                                                | Sohland an der Spree                       |                               | Děčín (Tetschen)                      | Ústí nad Labem (Aussig) |                             |                            |                        |                         |
| Sachsen      | ehemaliger Direktionsbezirk Dresden  | Bautzen                            | Velký Šenov (Groß Schönau)                     | Sohland an der Spree                       |                               | Děčín (Tetschen)                      | Ústí nad Labem (Aussig) |                             |                            |                        |                         |
| Sachsen      | ehemaliger Direktionsbezirk Dresden  | Bautzen                            | Lipová u Šluknova (Hainspach)                  | Sohland an der Spree                       |                               | Děčín (Tetschen)                      | Ústí nad Labem (Aussig) |                             |                            |                        |                         |
| Sachsen      | ehemaliger Direktionsbezirk Dresden  | Bautzen                            | Steinigtwolmsdorf                              |                                            |                               | Děčín (Tetschen)                      | Ústí nad Labem (Aussig) |                             |                            |                        |                         |
| Sachsen      | ehemaliger Direktionsbezirk Dresden  | Bautzen                            | Lobendava (Lobendau)                           |                                            |                               | Děčín (Tetschen)                      | Ústí nad Labem (Aussig) |                             |                            |                        |                         |
| Sachsen      | ehemaliger Direktionsbezirk Dresden  | Sächsische Schweiz-Osterz- gebirge |                                                | Neustadt in Sachsen                        |                               | Děčín (Tetschen)                      | Ústí nad Labem (Aussig) |                             |                            |                        |                         |
| Sachsen      | ehemaliger Direktionsbezirk Dresden  | Sächsische Schweiz-Osterz- gebirge | Dolní Poustevna (Niedereinsiedel)              | Neustadt in Sachsen                        |                               | Děčín (Tetschen)                      | Ústí nad Labem (Aussig) |                             |                            |                        |                         |
| Sachsen      | ehemaliger Direktionsbezirk Dresden  | Sächsische Schweiz-Osterz- gebirge |                                                | Sebnitz                                    |                               | Děčín (Tetschen)                      | Ústí nad Labem (Aussig) | E l b s a n d s t e i n -   |                            |                        |                         |
| Sachsen      | ehemaliger Direktionsbezirk Dresden  | Sächsische Schweiz-Osterz- gebirge | Vilémov u Šluknova (Wölmsdorf)                 | Sebnitz                                    |                               | Děčín (Tetschen)                      | Ústí nad Labem (Aussig) | E l b s a n d s t e i n -   |                            |                        |                         |
| Sachsen      | ehemaliger Direktionsbezirk Dresden  | Sächsische Schweiz-Osterz- gebirge | Mikulášovice (Nixdorf)                         | Sebnitz                                    |                               | Děčín (Tetschen)                      | Ústí nad Labem (Aussig) | E l b s a n d s t e i n -   |                            |                        |                         |
| Sachsen      | ehemaliger Direktionsbezirk Dresden  | Sächsische Schweiz-Osterz- gebirge | Staré Křečany (Alt Ehrenberg)                  | Sebnitz                                    |                               | Děčín (Tetschen)                      | Ústí nad Labem (Aussig) | E l b s a n d s t e i n -   |                            |                        |                         |
| Sachsen      | ehemaliger Direktionsbezirk Dresden  | Sächsische Schweiz-Osterz- gebirge | Doubice (Daubitz)                              | Sebnitz                                    |                               | Děčín (Tetschen)                      | Ústí nad Labem (Aussig) | E l b s a n d s t e i n -   |                            |                        |                         |
| Sachsen      | ehemaliger Direktionsbezirk Dresden  | Sächsische Schweiz-Osterz- gebirge | Jetřichovice (Dittersbach)                     | Sebnitz                                    |                               | Děčín (Tetschen)                      | Ústí nad Labem (Aussig) | E l b s a n d s t e i n -   |                            |                        |                         |
| Sachsen      | ehemaliger Direktionsbezirk Dresden  | Sächsische Schweiz-Osterz- gebirge | Hřensko (Herrnskretschen)                      | Sebnitz                                    |                               | Děčín (Tetschen)                      | Ústí nad Labem (Aussig) | E l b s a n d s t e i n -   |                            |                        |                         |
| Sachsen      | ehemaliger Direktionsbezirk Dresden  | Sächsische Schweiz-Osterz- gebirge | Bad Schandau                                   |                                            |                               | Děčín (Tetschen)                      | Ústí nad Labem (Aussig) | E l b s a n d s t e i n -   |                            |                        |                         |
| Sachsen      | ehemaliger Direktionsbezirk Dresden  | Sächsische Schweiz-Osterz- gebirge | E l b e                                        |                                            |                               | Děčín (Tetschen)                      | Ústí nad Labem (Aussig) |                             |                            |                        |                         |
| Sachsen      | ehemaliger Direktionsbezirk Dresden  | Sächsische Schweiz-Osterz- gebirge | Reinhardtsdorf-Schöna                          |                                            |                               | Děčín (Tetschen)                      | Ústí nad Labem (Aussig) |                             |                            |                        |                         |
| Sachsen      | ehemaliger Direktionsbezirk Dresden  | Sächsische Schweiz-Osterz- gebirge | G e b i r g e                                  |                                            |                               | Děčín (Tetschen)                      | Ústí nad Labem (Aussig) | Děčín (Tetschen)            |                            |                        |                         |
| Sachsen      | ehemaliger Direktionsbezirk Dresden  | Sächsische Schweiz-Osterz- gebirge | G e b i r g e                                  | Gohrisch                                   |                               | Děčín (Tetschen)                      | Ústí nad Labem (Aussig) | Děčín (Tetschen)            |                            |                        |                         |
| Sachsen      | ehemaliger Direktionsbezirk Dresden  | Sächsische Schweiz-Osterz- gebirge | G e b i r g e                                  | Rosenthal-Bielatal                         |                               | Děčín (Tetschen)                      | Ústí nad Labem (Aussig) | Děčín (Tetschen)            |                            |                        |                         |
| Sachsen      | ehemaliger Direktionsbezirk Dresden  | Sächsische Schweiz-Osterz- gebirge | G e b i r g e                                  | Jílové u Děčína (Eulau)                    |                               | Děčín (Tetschen)                      | Ústí nad Labem (Aussig) |                             |                            |                        |                         |
| Sachsen      | ehemaliger Direktionsbezirk Dresden  | Sächsische Schweiz-Osterz- gebirge | G e b i r g e                                  |                                            |                               | Tisá (Tissa)                          | Ústí nad Labem (Aussig) | Ústí nad Labem (Aussig)     |                            |                        |                         |
| Sachsen      | ehemaliger Direktionsbezirk Dresden  | Sächsische Schweiz-Osterz- gebirge |                                                | Bad Gottleuba-Berggießhübel                |                               | Tisá (Tissa)                          | Ústí nad Labem (Aussig) | Ústí nad Labem (Aussig)     | E r z g e b i r g e        |                        |                         |
| Sachsen      | ehemaliger Direktionsbezirk Dresden  | Sächsische Schweiz-Osterz- gebirge | Petrovice u Chabařovic (Peterswald)            | Bad Gottleuba-Berggießhübel                |                               |                                       | Ústí nad Labem (Aussig) | Ústí nad Labem (Aussig)     | E r z g e b i r g e        |                        |                         |
| Sachsen      | ehemaliger Direktionsbezirk Dresden  | Sächsische Schweiz-Osterz- gebirge | Altenberg                                      |                                            |                               |                                       | Ústí nad Labem (Aussig) | Ústí nad Labem (Aussig)     | E r z g e b i r g e        |                        |                         |
| Sachsen      | ehemaliger Direktionsbezirk Dresden  | Sächsische Schweiz-Osterz- gebirge |                                                |                                            | Krupka (Graupen)              | Teplice (Teplitz-Schönau)             | Ústí nad Labem (Aussig) |                             | E r z g e b i r g e        |                        |                         |
| Sachsen      | ehemaliger Direktionsbezirk Dresden  | Sächsische Schweiz-Osterz- gebirge | Dubí (Eichwald)                                |                                            |                               | Teplice (Teplitz-Schönau)             | Ústí nad Labem (Aussig) |                             | E r z g e b i r g e        |                        |                         |
| Sachsen      | ehemaliger Direktionsbezirk Dresden  | Sächsische Schweiz-Osterz- gebirge | Košťany (Kosten)                               |                                            |                               | Teplice (Teplitz-Schönau)             | Ústí nad Labem (Aussig) |                             | E r z g e b i r g e        |                        |                         |
| Sachsen      | ehemaliger Direktionsbezirk Dresden  | Sächsische Schweiz-Osterz- gebirge | Mikulov v Krušných horách (Niklasberg)         |                                            |                               | Teplice (Teplitz-Schönau)             | Ústí nad Labem (Aussig) |                             | E r z g e b i r g e        |                        |                         |
| Sachsen      | ehemaliger Direktionsbezirk Dresden  | Sächsische Schweiz-Osterz- gebirge | Moldava (Moldau)                               |                                            |                               | Teplice (Teplitz-Schönau)             | Ústí nad Labem (Aussig) |                             | E r z g e b i r g e        |                        |                         |
| Sachsen      | ehemaliger Direktionsbezirk Dresden  | Sächsische Schweiz-Osterz- gebirge | Hermsdorf/Erzgeb.                              |                                            |                               | Teplice (Teplitz-Schönau)             | Ústí nad Labem (Aussig) |                             | E r z g e b i r g e        |                        |                         |
| Sachsen      | ehemaliger Direktionsbezirk Chemnitz | Mittel- sachsen                    |                                                | Rechenberg-Bienenmühle                     |                               | Teplice (Teplitz-Schönau)             | Ústí nad Labem (Aussig) |                             | E r z g e b i r g e        |                        |                         |
| Sachsen      | ehemaliger Direktionsbezirk Chemnitz | Mittel- sachsen                    | Osek (Ossegg)                                  | Rechenberg-Bienenmühle                     |                               | Teplice (Teplitz-Schönau)             | Ústí nad Labem (Aussig) |                             | E r z g e b i r g e        |                        |                         |
| Sachsen      | ehemaliger Direktionsbezirk Chemnitz | Mittel- sachsen                    |                                                | Rechenberg-Bienenmühle                     |                               | Český Jiřetín (Georgendorf)           | Ústí nad Labem (Aussig) | Most (Brüx)                 | E r z g e b i r g e        |                        |                         |
| Sachsen      | ehemaliger Direktionsbezirk Chemnitz | Mittel- sachsen                    | Neuhausen/Erzgeb.                              |                                            |                               | Český Jiřetín (Georgendorf)           | Ústí nad Labem (Aussig) | Most (Brüx)                 | E r z g e b i r g e        |                        |                         |
| Sachsen      | ehemaliger Direktionsbezirk Chemnitz | Mittel- sachsen                    | Klíny (Göhren)                                 |                                            |                               |                                       | Ústí nad Labem (Aussig) | Most (Brüx)                 | E r z g e b i r g e        |                        |                         |
| Sachsen      | ehemaliger Direktionsbezirk Chemnitz | Mittel- sachsen                    | Nová Ves v Horách (Gebirgsneudorf)             |                                            |                               |                                       | Ústí nad Labem (Aussig) | Most (Brüx)                 | E r z g e b i r g e        |                        |                         |
| Sachsen      | ehemaliger Direktionsbezirk Chemnitz | Erzgebirge                         |                                                | Deutschneudorf                             |                               |                                       | Ústí nad Labem (Aussig) | Most (Brüx)                 | E r z g e b i r g e        |                        |                         |
| Sachsen      | ehemaliger Direktionsbezirk Chemnitz | Erzgebirge                         | Hora Svaté Kateřiny (Sankt Katharinaberg)      | Deutschneudorf                             |                               |                                       | Ústí nad Labem (Aussig) | Most (Brüx)                 | E r z g e b i r g e        |                        |                         |
| Sachsen      | ehemaliger Direktionsbezirk Chemnitz | Erzgebirge                         | Olbernhau                                      |                                            |                               |                                       | Ústí nad Labem (Aussig) | Most (Brüx)                 | E r z g e b i r g e        |                        |                         |
| Sachsen      | ehemaliger Direktionsbezirk Chemnitz | Erzgebirge                         | Brandov (Brandau)                              |                                            |                               |                                       | Ústí nad Labem (Aussig) | Most (Brüx)                 | E r z g e b i r g e        |                        |                         |
| Sachsen      | ehemaliger Direktionsbezirk Chemnitz | Erzgebirge                         |                                                |                                            | Kalek (Kallich)               | Chomutov (Komotau)                    | Ústí nad Labem (Aussig) |                             | E r z g e b i r g e        |                        |                         |
| Sachsen      | ehemaliger Direktionsbezirk Chemnitz | Erzgebirge                         | Marienberg                                     |                                            | Kalek (Kallich)               | Chomutov (Komotau)                    | Ústí nad Labem (Aussig) |                             | E r z g e b i r g e        |                        |                         |
| Sachsen      | ehemaliger Direktionsbezirk Chemnitz | Erzgebirge                         | Hora Svatého Šebestiána (Sankt Sebastiansberg) |                                            |                               | Chomutov (Komotau)                    | Ústí nad Labem (Aussig) |                             | E r z g e b i r g e        |                        |                         |
| Sachsen      | ehemaliger Direktionsbezirk Chemnitz | Erzgebirge                         | Výsluní (Sonnenberg)                           |                                            |                               | Chomutov (Komotau)                    | Ústí nad Labem (Aussig) |                             | E r z g e b i r g e        |                        |                         |
| Sachsen      | ehemaliger Direktionsbezirk Chemnitz | Erzgebirge                         | Kryštofovy Hamry (Christophhammer)             |                                            |                               | Chomutov (Komotau)                    | Ústí nad Labem (Aussig) |                             | E r z g e b i r g e        |                        |                         |
| Sachsen      | ehemaliger Direktionsbezirk Chemnitz | Erzgebirge                         | Jöhstadt                                       |                                            |                               | Chomutov (Komotau)                    | Ústí nad Labem (Aussig) |                             | E r z g e b i r g e        |                        |                         |
| Sachsen      | ehemaliger Direktionsbezirk Chemnitz | Erzgebirge                         | Königswalde                                    |                                            |                               | Chomutov (Komotau)                    | Ústí nad Labem (Aussig) |                             | E r z g e b i r g e        |                        |                         |
| Sachsen      | ehemaliger Direktionsbezirk Chemnitz | Erzgebirge                         | Vejprty (Weipert)                              |                                            |                               | Chomutov (Komotau)                    | Ústí nad Labem (Aussig) |                             | E r z g e b i r g e        |                        |                         |
| Sachsen      | ehemaliger Direktionsbezirk Chemnitz | Erzgebirge                         | Bärenstein                                     |                                            |                               | Chomutov (Komotau)                    | Ústí nad Labem (Aussig) |                             | E r z g e b i r g e        |                        |                         |
| Sachsen      | ehemaliger Direktionsbezirk Chemnitz | Erzgebirge                         | Oberwiesenthal                                 |                                            |                               | Chomutov (Komotau)                    | Ústí nad Labem (Aussig) |                             | E r z g e b i r g e        |                        |                         |
| Sachsen      | ehemaliger Direktionsbezirk Chemnitz | Erzgebirge                         | Loučná pod Klínovcem (Böhmisch Wiesenthal)     |                                            |                               | Chomutov (Komotau)                    | Ústí nad Labem (Aussig) |                             | E r z g e b i r g e        |                        |                         |
| Sachsen      | ehemaliger Direktionsbezirk Chemnitz | Erzgebirge                         |                                                |                                            | Jáchymov (Sankt Joachimsthal) | Karlovy Vary (Karlsbad)               | Karlovy Vary (Karlsbad) |                             | E r z g e b i r g e        |                        |                         |
| Sachsen      | ehemaliger Direktionsbezirk Chemnitz | Erzgebirge                         | Boží Dar (Gottesgab)                           |                                            |                               | Karlovy Vary (Karlsbad)               | Karlovy Vary (Karlsbad) |                             | E r z g e b i r g e        |                        |                         |
| Sachsen      | ehemaliger Direktionsbezirk Chemnitz | Erzgebirge                         | Breitenbrunn/Erzgeb.                           |                                            |                               | Karlovy Vary (Karlsbad)               | Karlovy Vary (Karlsbad) |                             | E r z g e b i r g e        |                        |                         |
| Sachsen      | ehemaliger Direktionsbezirk Chemnitz | Erzgebirge                         | Potůčky (Breitenbach)                          |                                            |                               | Karlovy Vary (Karlsbad)               | Karlovy Vary (Karlsbad) |                             | E r z g e b i r g e        |                        |                         |
| Sachsen      | ehemaliger Direktionsbezirk Chemnitz | Erzgebirge                         | Johanngeorgenstadt                             |                                            |                               | Karlovy Vary (Karlsbad)               | Karlovy Vary (Karlsbad) |                             | E r z g e b i r g e        |                        |                         |
| Sachsen      | ehemaliger Direktionsbezirk Chemnitz | Erzgebirge                         | Nové Hamry (Neuhammer bei Karlsbad)            |                                            |                               | Karlovy Vary (Karlsbad)               | Karlovy Vary (Karlsbad) |                             | E r z g e b i r g e        |                        |                         |
| Sachsen      | ehemaliger Direktionsbezirk Chemnitz | Erzgebirge                         | Eibenstock                                     |                                            |                               | Karlovy Vary (Karlsbad)               | Karlovy Vary (Karlsbad) |                             | E r z g e b i r g e        |                        |                         |
| Sachsen      | ehemaliger Direktionsbezirk Chemnitz | Erzgebirge                         |                                                |                                            | Přebuz (Frühbuß)              | Sokolov (Falkenau)                    | Karlovy Vary (Karlsbad) |                             | E r z g e b i r g e        |                        |                         |
| Sachsen      | ehemaliger Direktionsbezirk Chemnitz | Vogtland                           |                                                | Muldenhammer                               |                               | Sokolov (Falkenau)                    | Karlovy Vary (Karlsbad) |                             | E r z g e b i r g e        |                        | Stříbrná (Silberbach)   |
| Sachsen      | ehemaliger Direktionsbezirk Chemnitz | Vogtland                           |                                                | Klingenthal                                |                               | Sokolov (Falkenau)                    | Karlovy Vary (Karlsbad) | E l s t e r g e b i r g e   |                            |                        | Stříbrná (Silberbach)   |
| Sachsen      | ehemaliger Direktionsbezirk Chemnitz | Vogtland                           | Bublava (Schwaderbach)                         | Klingenthal                                |                               | Sokolov (Falkenau)                    | Karlovy Vary (Karlsbad) | E l s t e r g e b i r g e   |                            |                        |                         |
| Sachsen      | ehemaliger Direktionsbezirk Chemnitz | Vogtland                           | Kraslice (Graslitz)                            | Klingenthal                                |                               | Sokolov (Falkenau)                    | Karlovy Vary (Karlsbad) | E l s t e r g e b i r g e   |                            |                        |                         |
| Sachsen      | ehemaliger Direktionsbezirk Chemnitz | Vogtland                           | Markneukirchen                                 |                                            |                               | Sokolov (Falkenau)                    | Karlovy Vary (Karlsbad) | E l s t e r g e b i r g e   |                            |                        |                         |
| Sachsen      | ehemaliger Direktionsbezirk Chemnitz | Vogtland                           |                                                |                                            | Luby (Schönbach)              | Cheb (Eger)                           | Karlovy Vary (Karlsbad) | E l s t e r g e b i r g e   |                            |                        |                         |
| Sachsen      | ehemaliger Direktionsbezirk Chemnitz | Vogtland                           | Bad Brambach                                   |                                            | Luby (Schönbach)              | Cheb (Eger)                           | Karlovy Vary (Karlsbad) | E l s t e r g e b i r g e   |                            |                        |                         |
| Sachsen      | ehemaliger Direktionsbezirk Chemnitz | Vogtland                           | Plesná (Fleißen)                               |                                            |                               | Cheb (Eger)                           | Karlovy Vary (Karlsbad) | E l s t e r g e b i r g e   |                            |                        |                         |
| Sachsen      | ehemaliger Direktionsbezirk Chemnitz | Vogtland                           | Skalná (Wildstein)                             |                                            |                               | Cheb (Eger)                           | Karlovy Vary (Karlsbad) | E l s t e r g e b i r g e   |                            |                        |                         |
| Sachsen      | ehemaliger Direktionsbezirk Chemnitz | Vogtland                           | Vojtanov (Voitersreuth)                        |                                            |                               | Cheb (Eger)                           | Karlovy Vary (Karlsbad) | E l s t e r g e b i r g e   |                            |                        |                         |
| Sachsen      | ehemaliger Direktionsbezirk Chemnitz | Vogtland                           | Hazlov (Haslau)                                |                                            |                               | Cheb (Eger)                           | Karlovy Vary (Karlsbad) | E l s t e r g e b i r g e   |                            |                        |                         |
| Sachsen      | ehemaliger Direktionsbezirk Chemnitz | Vogtland                           | Aš (Asch)                                      |                                            |                               | Cheb (Eger)                           | Karlovy Vary (Karlsbad) | E l s t e r g e b i r g e   |                            |                        |                         |
| Sachsen      | ehemaliger Direktionsbezirk Chemnitz | Vogtland                           | Bad Elster                                     |                                            |                               | Cheb (Eger)                           | Karlovy Vary (Karlsbad) | E l s t e r g e b i r g e   |                            |                        |                         |
| Sachsen      | ehemaliger Direktionsbezirk Chemnitz | Vogtland                           | Hranice u Aše (Roßbach)                        |                                            |                               | Cheb (Eger)                           | Karlovy Vary (Karlsbad) | E l s t e r g e b i r g e   |                            |                        |                         |
| Sachsen      | ehemaliger Direktionsbezirk Chemnitz | Vogtland                           | Adorf/Vogtl.                                   |                                            |                               | Cheb (Eger)                           | Karlovy Vary (Karlsbad) | E l s t e r g e b i r g e   |                            |                        |                         |
| Sachsen      | ehemaliger Direktionsbezirk Chemnitz | Vogtland                           | Eichigt                                        |                                            |                               | Cheb (Eger)                           | Karlovy Vary (Karlsbad) | E l s t e r g e b i r g e   |                            |                        |                         |
| Bayern       | Oberfranken                          | Hof                                |                                                | Regnitzlosau                               |                               | Cheb (Eger)                           | Karlovy Vary (Karlsbad) | F i c h t e l g e b i r g e |                            |                        |                         |
| Bayern       | Oberfranken                          | Hof                                | Rehau                                          |                                            |                               | Cheb (Eger)                           | Karlovy Vary (Karlsbad) | F i c h t e l g e b i r g e |                            |                        |                         |
| Bayern       | Oberfranken                          | Hof                                | Krásná (Schönbach b. Asch)                     |                                            |                               | Cheb (Eger)                           | Karlovy Vary (Karlsbad) | F i c h t e l g e b i r g e |                            |                        |                         |
| Bayern       | Oberfranken                          | Hof                                | Aš (Asch)                                      |                                            |                               | Cheb (Eger)                           | Karlovy Vary (Karlsbad) | F i c h t e l g e b i r g e |                            |                        |                         |
| Bayern       | Oberfranken                          | Wunsiedel im Fichtel- gebirge      |                                                | Selb                                       |                               | Cheb (Eger)                           | Karlovy Vary (Karlsbad) | F i c h t e l g e b i r g e |                            |                        |                         |
| Bayern       | Oberfranken                          | Wunsiedel im Fichtel- gebirge      | Hazlov (Haslau)                                | Selb                                       |                               | Cheb (Eger)                           | Karlovy Vary (Karlsbad) | F i c h t e l g e b i r g e |                            |                        |                         |
| Bayern       | Oberfranken                          | Wunsiedel im Fichtel- gebirge      | Libá (Liebenstein)                             | Selb                                       |                               | Cheb (Eger)                           | Karlovy Vary (Karlsbad) | F i c h t e l g e b i r g e |                            |                        |                         |
| Bayern       | Oberfranken                          | Wunsiedel im Fichtel- gebirge      | Hohenberg an der Eger                          |                                            |                               | Cheb (Eger)                           | Karlovy Vary (Karlsbad) | F i c h t e l g e b i r g e |                            |                        |                         |
| Bayern       | Oberfranken                          | Wunsiedel im Fichtel- gebirge      | Schirnding                                     |                                            |                               | Cheb (Eger)                           | Karlovy Vary (Karlsbad) | F i c h t e l g e b i r g e |                            |                        |                         |
| Bayern       | Oberfranken                          | Wunsiedel im Fichtel- gebirge      | Cheb (Eger)                                    |                                            |                               | Cheb (Eger)                           | Karlovy Vary (Karlsbad) | F i c h t e l g e b i r g e |                            |                        |                         |
| Bayern       | Oberfranken                          | Wunsiedel im Fichtel- gebirge      | Pomezí nad Ohří (Mühlbach)                     |                                            |                               | Cheb (Eger)                           | Karlovy Vary (Karlsbad) | F i c h t e l g e b i r g e |                            |                        |                         |
| Bayern       | Oberpfalz                            | Tirschen- reuth                    |                                                | Waldsassen                                 |                               | Cheb (Eger)                           | Karlovy Vary (Karlsbad) | F i c h t e l g e b i r g e |                            |                        |                         |
| Bayern       | Oberpfalz                            | Tirschen- reuth                    | O b e r p f ä l z e r W a l d                  | Waldsassen                                 |                               | Cheb (Eger)                           | Karlovy Vary (Karlsbad) |                             | Cheb (Eger)                |                        |                         |
| Bayern       | Oberpfalz                            | Tirschen- reuth                    | O b e r p f ä l z e r W a l d                  | Waldsassen                                 | Lipová u Chebu (Lindenhau)    | Cheb (Eger)                           | Karlovy Vary (Karlsbad) |                             |                            |                        |                         |
| Bayern       | Oberpfalz                            | Tirschen- reuth                    | O b e r p f ä l z e r W a l d                  | Bad Neualbenreuth                          |                               | Cheb (Eger)                           | Karlovy Vary (Karlsbad) |                             |                            |                        |                         |
| Bayern       | Oberpfalz                            | Tirschen- reuth                    | O b e r p f ä l z e r W a l d                  | Stará Voda u Mariánských Lázní (Altwasser) |                               | Cheb (Eger)                           | Karlovy Vary (Karlsbad) |                             |                            |                        |                         |
| Bayern       | Oberpfalz                            | Tirschen- reuth                    | O b e r p f ä l z e r W a l d                  | Mähring                                    |                               | Cheb (Eger)                           | Karlovy Vary (Karlsbad) |                             |                            |                        |                         |
| Bayern       | Oberpfalz                            | Tirschen- reuth                    | O b e r p f ä l z e r W a l d                  | Tři Sekery (Dreihacken)                    |                               | Cheb (Eger)                           | Karlovy Vary (Karlsbad) |                             |                            |                        |                         |
| Bayern       | Oberpfalz                            | Tirschen- reuth                    | O b e r p f ä l z e r W a l d                  |                                            |                               | Broumov u Zadního Chodova (Promenhof) | Tachov (Tachau)         | Plzeň (Pilsen)              |                            |                        |                         |
| Bayern       | Oberpfalz                            | Tirschen- reuth                    | O b e r p f ä l z e r W a l d                  | Chodský Újezd (Heiligenkreuz)              |                               |                                       | Tachov (Tachau)         | Plzeň (Pilsen)              |                            |                        |                         |
| Bayern       | Oberpfalz                            | Tirschen- reuth                    | O b e r p f ä l z e r W a l d                  | Halže (Hals)                               |                               |                                       | Tachov (Tachau)         | Plzeň (Pilsen)              |                            |                        |                         |
| Bayern       | Oberpfalz                            | Tirschen- reuth                    | O b e r p f ä l z e r W a l d                  | Bärnau                                     |                               |                                       | Tachov (Tachau)         | Plzeň (Pilsen)              |                            |                        |                         |
| Bayern       | Oberpfalz                            | Tirschen- reuth                    | O b e r p f ä l z e r W a l d                  | Lesná u Tachova (Schönwald)                |                               |                                       | Tachov (Tachau)         | Plzeň (Pilsen)              |                            |                        |                         |
| Bayern       | Oberpfalz                            | Neustadt an der Waldnaab           | O b e r p f ä l z e r W a l d                  |                                            | Flossenbürg                   |                                       | Tachov (Tachau)         | Plzeň (Pilsen)              |                            |                        |                         |
| Bayern       | Oberpfalz                            | Neustadt an der Waldnaab           | O b e r p f ä l z e r W a l d                  | Georgenberg                                |                               |                                       | Tachov (Tachau)         | Plzeň (Pilsen)              |                            |                        |                         |
| Bayern       | Oberpfalz                            | Neustadt an der Waldnaab           | O b e r p f ä l z e r W a l d                  |                                            | Waidhaus                      |                                       | Tachov (Tachau)         | Plzeň (Pilsen)              |                            |                        | Rozvadov (Roßhaupt)     |
| Bayern       | Oberpfalz                            | Neustadt an der Waldnaab           | O b e r p f ä l z e r W a l d                  | Eslarn                                     |                               |                                       | Tachov (Tachau)         | Plzeň (Pilsen)              |                            |                        | Rozvadov (Roßhaupt)     |
| Bayern       | Oberpfalz                            | Neustadt an der Waldnaab           | O b e r p f ä l z e r W a l d                  | Třemešné (Zemschen)                        |                               |                                       | Tachov (Tachau)         | Plzeň (Pilsen)              |                            |                        |                         |
| Bayern       | Oberpfalz                            | Neustadt an der Waldnaab           | O b e r p f ä l z e r W a l d                  |                                            |                               | Bělá nad Radbuzou (Weißensulz)        | Domažlice (Taus)        | Plzeň (Pilsen)              |                            |                        |                         |
| Bayern       | Oberpfalz                            | Schwandorf                         | O b e r p f ä l z e r W a l d                  |                                            | Schönsee                      | Bělá nad Radbuzou (Weißensulz)        | Domažlice (Taus)        | Plzeň (Pilsen)              |                            |                        |                         |
| Bayern       | Oberpfalz                            | Schwandorf                         | O b e r p f ä l z e r W a l d                  | Stadlern                                   |                               | Bělá nad Radbuzou (Weißensulz)        | Domažlice (Taus)        | Plzeň (Pilsen)              |                            |                        |                         |
| Bayern       | Oberpfalz                            | Schwandorf                         | O b e r p f ä l z e r W a l d                  | Rybník nad Radbuzou (Waier)                |                               |                                       | Domažlice (Taus)        | Plzeň (Pilsen)              |                            |                        |                         |
| Bayern       | Oberpfalz                            | Cham                               | O b e r p f ä l z e r W a l d                  |                                            | Tiefenbach                    |                                       | Domažlice (Taus)        | Plzeň (Pilsen)              |                            |                        |                         |
| Bayern       | Oberpfalz                            | Cham                               | O b e r p f ä l z e r W a l d                  |                                            | Treffelstein                  |                                       | Domažlice (Taus)        | Plzeň (Pilsen)              |                            |                        | Nemanice (Wassersuppen) |
| Bayern       | Oberpfalz                            | Cham                               | O b e r p f ä l z e r W a l d                  | Waldmünchen                                |                               |                                       | Domažlice (Taus)        | Plzeň (Pilsen)              |                            |                        | Nemanice (Wassersuppen) |
| Bayern       | Oberpfalz                            | Cham                               | O b e r p f ä l z e r W a l d                  | Pec pod Čerchovem (Hochofen)               |                               |                                       | Domažlice (Taus)        | Plzeň (Pilsen)              |                            |                        |                         |
| Bayern       | Oberpfalz                            | Cham                               | O b e r p f ä l z e r W a l d                  | Furth im Wald                              |                               |                                       | Domažlice (Taus)        | Plzeň (Pilsen)              |                            |                        |                         |
| Bayern       | Oberpfalz                            | Cham                               | O b e r p f ä l z e r W a l d                  | Všeruby u Kdyně (Neumark)                  |                               |                                       | Domažlice (Taus)        | Plzeň (Pilsen)              |                            |                        |                         |
| Bayern       | Oberpfalz                            | Cham                               | O b e r p f ä l z e r W a l d                  | Eschlkam                                   |                               |                                       | Domažlice (Taus)        | Plzeň (Pilsen)              |                            |                        |                         |
| Bayern       | Oberpfalz                            | Cham                               | O b e r p f ä l z e r W a l d                  | Neukirchen beim Heiligen Blut              |                               |                                       | Domažlice (Taus)        | Plzeň (Pilsen)              |                            |                        |                         |
| Bayern       | Oberpfalz                            | Cham                               | O b e r p f ä l z e r W a l d                  |                                            |                               | Chudenín (Chudiwa)                    | Klatovy (Klattau)       | Plzeň (Pilsen)              |                            |                        |                         |
| Bayern       | Oberpfalz                            | Cham                               | O b e r p f ä l z e r W a l d                  | Hamry na Šumavě (Hammern)                  |                               |                                       | Klatovy (Klattau)       | Plzeň (Pilsen)              |                            |                        |                         |
| Bayern       | Oberpfalz                            | Cham                               | O b e r p f ä l z e r W a l d                  | Lam                                        |                               |                                       | Klatovy (Klattau)       | Plzeň (Pilsen)              |                            |                        |                         |
| Bayern       | Oberpfalz                            | Cham                               | O b e r p f ä l z e r W a l d                  | Lohberg                                    |                               |                                       | Klatovy (Klattau)       | Plzeň (Pilsen)              |                            |                        |                         |
| Bayern       | Oberpfalz                            | Cham                               | O b e r p f ä l z e r W a l d                  | Železná Ruda (Markt Eisenstein)            |                               |                                       | Klatovy (Klattau)       | Plzeň (Pilsen)              |                            |                        |                         |
| Bayern       | Niederbayern                         | Regen                              |                                                | Bayerisch Eisenstein                       |                               | B a y e r i s c h e r W a l d         | Klatovy (Klattau)       | Plzeň (Pilsen)              |                            |                        |                         |
| Bayern       | Niederbayern                         | Regen                              | Lindberg                                       |                                            |                               | B a y e r i s c h e r W a l d         | Klatovy (Klattau)       | Plzeň (Pilsen)              |                            |                        |                         |
| Bayern       | Niederbayern                         | Regen                              | Prášily (Stubenbach)                           |                                            |                               | B a y e r i s c h e r W a l d         | Klatovy (Klattau)       | Plzeň (Pilsen)              |                            |                        |                         |
| Bayern       | Niederbayern                         | Regen                              | Modrava (Mader)                                |                                            |                               | B a y e r i s c h e r W a l d         | Klatovy (Klattau)       | Plzeň (Pilsen)              |                            |                        |                         |
| Bayern       | Niederbayern                         | Regen                              | Frauenau                                       |                                            |                               | B a y e r i s c h e r W a l d         | Klatovy (Klattau)       | Plzeň (Pilsen)              |                            |                        |                         |
| Bayern       | Niederbayern                         | Freyung- Grafenau                  |                                                | Sankt Oswald-Riedlhütte                    |                               | B a y e r i s c h e r W a l d         | Klatovy (Klattau)       | Plzeň (Pilsen)              |                            |                        |                         |
| Bayern       | Niederbayern                         | Freyung- Grafenau                  | Sankt Oswald                                   |                                            |                               | B a y e r i s c h e r W a l d         | Klatovy (Klattau)       | Plzeň (Pilsen)              |                            |                        |                         |
| Bayern       | Niederbayern                         | Freyung- Grafenau                  | Waldhäuserwald                                 |                                            |                               | B a y e r i s c h e r W a l d         | Klatovy (Klattau)       | Plzeň (Pilsen)              |                            |                        |                         |
| Bayern       | Niederbayern                         | Freyung- Grafenau                  | Neuschönau                                     |                                            |                               | B a y e r i s c h e r W a l d         | Klatovy (Klattau)       | Plzeň (Pilsen)              |                            |                        |                         |
| Bayern       | Niederbayern                         | Freyung- Grafenau                  | Schönbrunner Wald                              |                                            |                               | B a y e r i s c h e r W a l d         | Klatovy (Klattau)       | Plzeň (Pilsen)              |                            |                        |                         |
| Bayern       | Niederbayern                         | Freyung- Grafenau                  | Mauther Forst                                  |                                            |                               | B a y e r i s c h e r W a l d         | Klatovy (Klattau)       | Plzeň (Pilsen)              |                            |                        |                         |
| Bayern       | Niederbayern                         | Freyung- Grafenau                  |                                                |                                            | Kvilda (Außergefild)          | B a y e r i s c h e r W a l d         | Prachatice (Prachatitz) | Jihočeský (Südböhmen)       |                            |                        |                         |
| Bayern       | Niederbayern                         | Freyung- Grafenau                  | Borová Lada (Ferchenhaid)                      |                                            |                               | B a y e r i s c h e r W a l d         | Prachatice (Prachatitz) | Jihočeský (Südböhmen)       |                            |                        |                         |
| Bayern       | Niederbayern                         | Freyung- Grafenau                  | Strážný (Kuschwarda)                           |                                            |                               | B a y e r i s c h e r W a l d         | Prachatice (Prachatitz) | Jihočeský (Südböhmen)       |                            |                        |                         |
| Bayern       | Niederbayern                         | Freyung- Grafenau                  | Philippsreut                                   |                                            |                               | B a y e r i s c h e r W a l d         | Prachatice (Prachatitz) | Jihočeský (Südböhmen)       |                            |                        |                         |
| Bayern       | Niederbayern                         | Freyung- Grafenau                  | Philippsreuter Wald                            |                                            |                               | B a y e r i s c h e r W a l d         | Prachatice (Prachatitz) | Jihočeský (Südböhmen)       |                            |                        |                         |
| Bayern       | Niederbayern                         | Freyung- Grafenau                  | Haidmühle                                      |                                            |                               | B a y e r i s c h e r W a l d         | Prachatice (Prachatitz) | Jihočeský (Südböhmen)       |                            |                        |                         |
| Bayern       | Niederbayern                         | Freyung- Grafenau                  | Nová Pec (Neuofen)                             |                                            |                               | B a y e r i s c h e r W a l d         | Prachatice (Prachatitz) | Jihočeský (Südböhmen)       |                            |                        |                         |
| Bayern       | Niederbayern                         | Freyung- Grafenau                  | Frauenberger und Duschlberger Wald             |                                            |                               | B a y e r i s c h e r W a l d         | Prachatice (Prachatitz) | Jihočeský (Südböhmen)       |                            |                        |                         |
| Bayern       | Niederbayern                         | Freyung- Grafenau                  | Pleckensteiner Wald                            |                                            |                               | B a y e r i s c h e r W a l d         | Prachatice (Prachatitz) | Jihočeský (Südböhmen)       |                            |                        |                         |
| Österreich   |                                      |                                    |                                                |                                            |                               |                                       |                         |                             |                            |                        |                         |

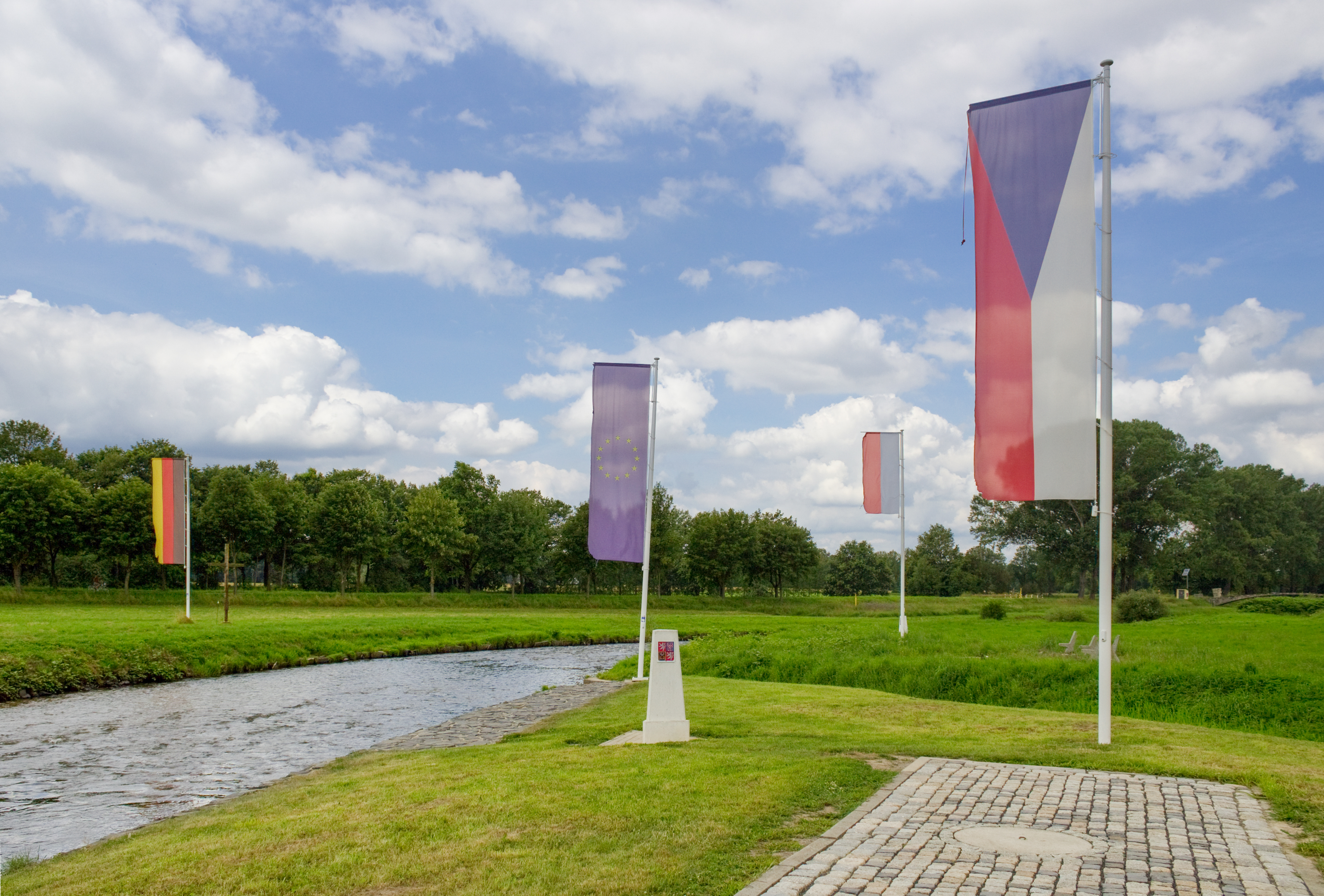
Dreiländereck Tschechien-Polen-Deutschland
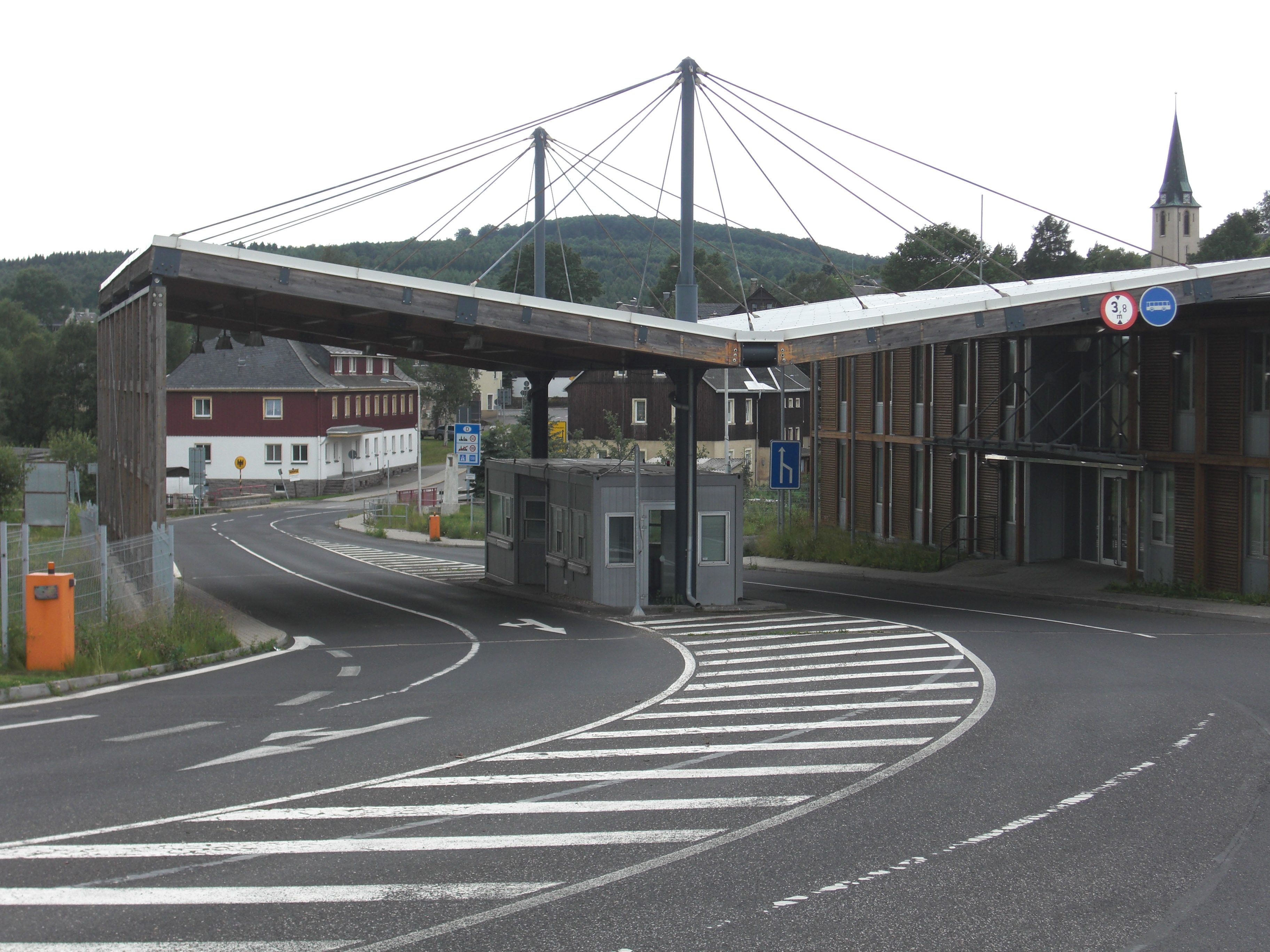
Grenzübergang Deutscheinsiedel
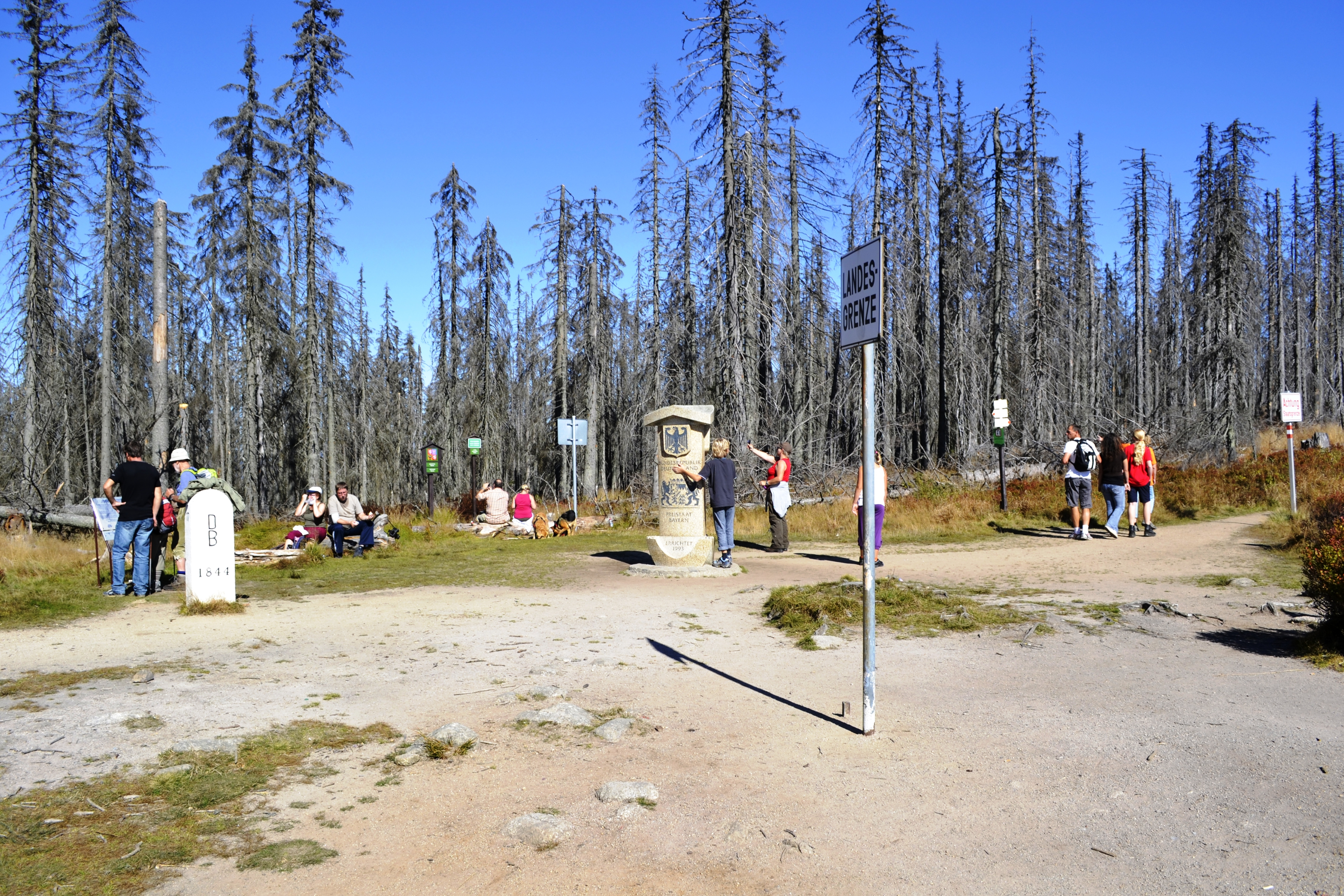
Dreiländereck Tschechien-Österreich-Deutschland
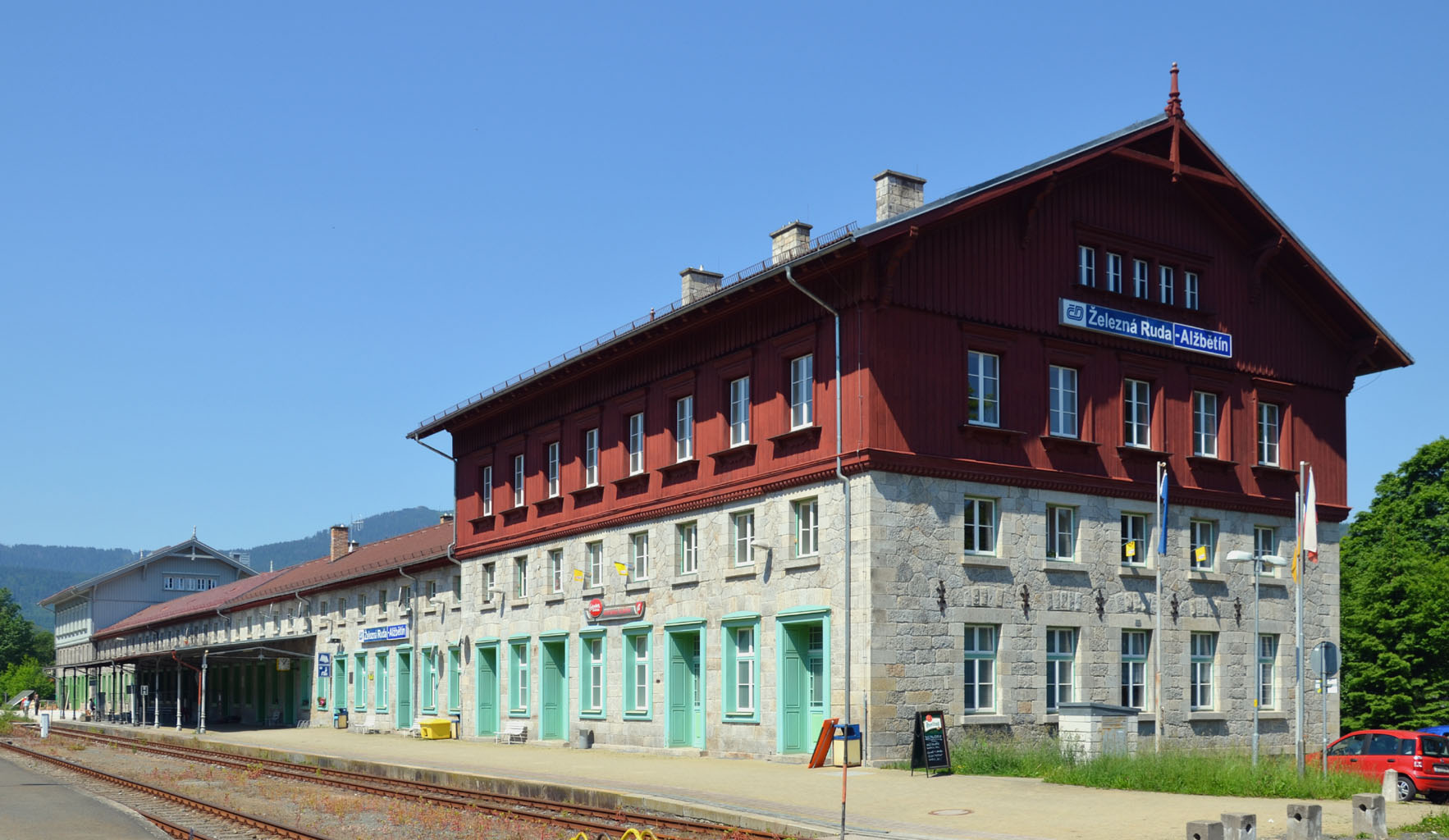
Bahnhof Bayerisch Eisenstein / Železná Ruda-Alžbětín

## Messungen
Nach undatierten, im Jahr 2017 abgerufenen Angaben hatte die deutsch-tschechische Grenze eine Länge von 811 Kilometern, davon 454 Kilometer zwischen Sachsen und Böhmen sowie 357 Kilometer zwischen Bayern und Böhmen.
Im Jahr 2014 wurde die Länge der Staatsgrenze zwischen Deutschland und Tschechien zum Stichtag 31. Dezember 2000 von derselben Behörde (und ebenso Bezug nehmend auf die Angaben der beteiligten Landesvermessungsämter) mit 811 km angegeben. Die Grenze zwischen Deutschland und Tschechien war damit nach den damaligen Angaben die zweitlängste Grenze Deutschlands, knapp hinter der mit Österreich (815 km) und immer noch weit vor der Grenze mit den Niederlanden (567 km).

## Kontrollen
Ende September 2023 kündigte die SPD-Innenministerin Nancy Faeser an, neben der Schleierfahndung im Hinterland zusätzlich stationäre Grenzkontrollen an der Grenze zu Polen und an der Grenze zu Tschechien einzuführen.